# Зоряное (посёлок, Пологовский район)
Зоряное (укр. Зоряне, до 2016 г. — Юбилейное) либо Звёздный — посёлок, Молочанская городская община, Пологовский район, Запорожская область, Украина.
Код КОАТУУ — 2325281606. Население по переписи 2001 года составляло 167 человек.

## Географическое положение
Посёлок Зоряное находится в 2,5 км от левого берега реки Юшанлы́,: на расстоянии в 2 км от села Ла́сковое (Ла́гидное).

## История
- 1922 год — дата основания села Лихо́е (Лыхое).
- В 1967 году переименовано в посёлок Юбилейное — в честь 50-летия Октябрьской революции.
- В мае 2016 года постановлением № 1353-VIII[6] название посёлка было «декоммунизировано»[7] и он был переименован ВРУ в посёлок Зоряное[2][3][4][5][6][7].